# Synagoga w Tomaszowie Mazowieckim

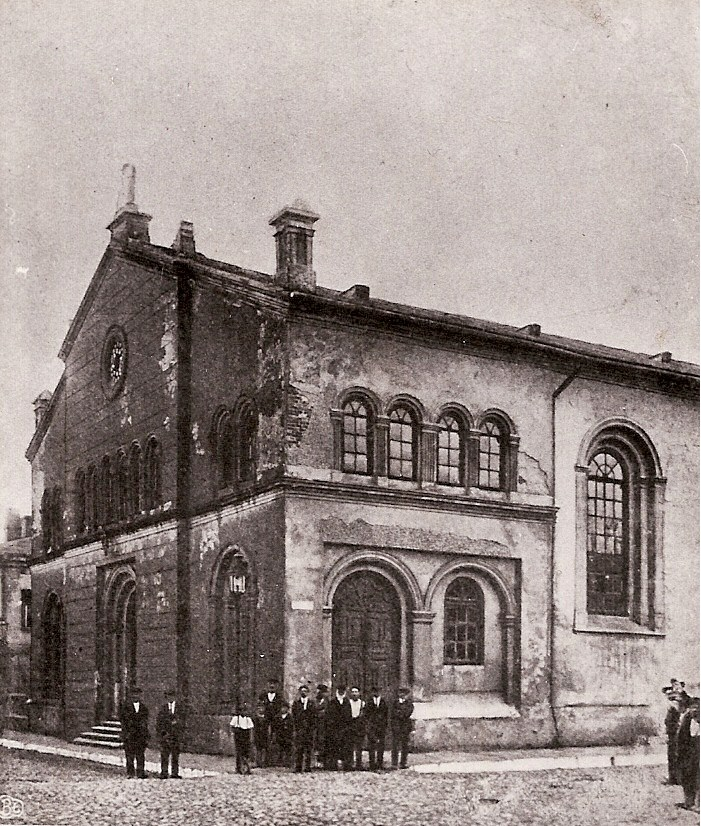
Wielka Synagoga w Tomaszowie Mazowieckim, zbudowana w latach 1864-1878; fotografia z czasów 1. wojny światowej

Wielka Synagoga w Tomaszowie Mazowieckim została zbudowana przy ulicy Handlowej 7 (ob. ul. Berka Joselewicza 7) w latach 1864-1878 (za rabinatu Eliasza Jakuba Wieliczkiera). Murowany budynek synagogi wzniesiono na planie prostokąta. Projektant i budowniczy pozostaje nieznany. Wystrój synagogi wykonali bracia Warzagerowie, malarze artyści sprowadzeni w tym celu do Tomaszowa.  
Podczas II wojny światowej, 16 października 1939 roku, miejscowi folksdojcze podpalili synagogę i nie pozwolili strażakom na ugaszenie pożaru. Hitlerowcy obciążyli gminę żydowską znaczną kontrybucją za rzekome zaniedbania przeciwpożarowe oraz wyimaginowanymi kosztami gaszenia. Jeszcze przed spaleniem synagogi Żydzi wynieśli zwoje Tory i zakopali je. Po wojnie Torę wydobyto. 
W roku 1940 rozebrano pozostałości synagogi tomaszowskiej. Obecnie na miejscu dawnej synagogi znajduje się parking dla samochodów.   
W okresie dwudziestolecia międzywojennego oprócz Wielkiej Synagogi istniały w Tomaszowie Mazowieckim dwie bożnice: jedna położona przy ul. Jerozolimskiej 17 (tuż przy dawnej ulicy Bożniczej), druga przy ul. Prezydenta S. Wojciechowskiego (ob. ul. Warszawska) 50. Obie bożnice zostały spalone 14 listopada 1939 roku.    

## Literatura
- Joanna Podolska, Spacerownik. Śladami Żydów ziemi łódzkiej, ISBN 978-83-268-0036-8, Agora SA, Łódź 2010, s. 137 (fot.), 139, 147-148 (fot. kolor.).